# Cryoturris filifera
Cryoturris filifera är en snäckart som först beskrevs av Dall 1881.  Cryoturris filifera ingår i släktet Cryoturris och familjen kägelsnäckor. Inga underarter finns listade i Catalogue of Life.